# 巴佐什欧乌尔姆
巴佐什欧乌尔姆（法語：Bazoches-au-Houlme，法語發音：[bazɔʃ o ulm]），又称巴佐绍乌尔姆，是法国奥恩省的一个市镇，属于阿让唐区。

## 地理
巴佐什欧乌尔姆（48°49'3"N, 0°14'26"W）面积28.64 平方千米，位于法国诺曼底大区奧恩省，该省份为法国西北部内陆省份，北起顺时针与卡爾瓦多斯省、厄尔省、厄尔-卢瓦省、萨尔特省、马耶讷省和芒什省接壤。
与巴佐什欧乌尔姆接壤的市镇（或旧市镇、城区）包括：科尔代、富尔诺勒瓦勒、莱洛日索尔斯、圣马丹德米约、尚瑟里、梅尼勒埃尔梅、梅尼勒万、讷维欧乌尔姆、皮唐日勒拉克。
巴佐什欧乌尔姆的时区为UTC+01:00、UTC+02:00（夏令时）。

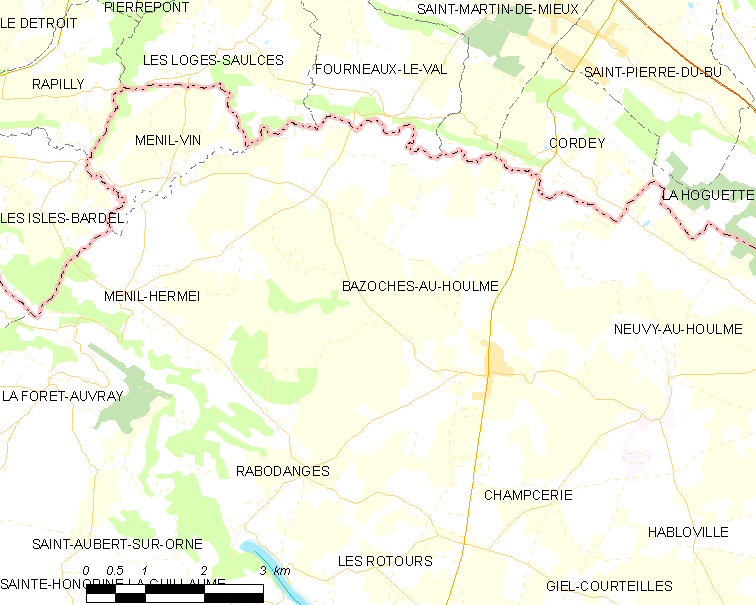
巴佐什欧乌尔姆的OSM定位图

## 行政
巴佐什欧乌尔姆的邮政编码为61210，INSEE市镇编码为61028。

## 政治
巴佐什欧乌尔姆所属的省级选区为阿蒂斯-瓦勒德鲁夫尔县。

## 人口

1962-2008年间巴佐什欧乌尔姆人口变化图示

巴佐什欧乌尔姆于2022年1月1日时的人口数量为455人。